# Wilhelm Lehmbruck
Wilhelm Lehmbruck  (Meiderich, Duisburgo, 4 de janeiro de 1881 — Berlim, 25 de março de 1919) foi um escultor e grafista alemão. 

## Vida
Foi o quarto filho de uma família mineira. Após assistir à volksschule até a morte do seu pai em 1899, estudou recomendado pelo seu professor na escola de artes aplicadas de Düsseldorf. Ganhava a vida ilustrando livros econômicos e trabalhando na decoração. Em 1901 começou os seus estudos secundários na Kunstakademie Düsseldorf e obteve a mestria sob a tutela do professor Karl Janssen.

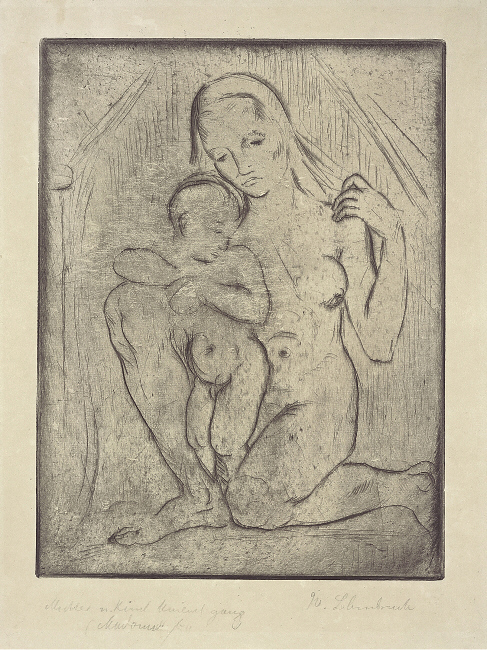
Wilhelm Lehmbruck: Mutter und Kind kniend ganz (Madonna), 1910

Em 1906, após acabar os seus estudos, associou-se à união de artistas de Düsseldorf e à Société Nationale des Beaux-Arts de Paris, que organizou uma grande exposição em 1907 na que pela primeira vez o trabalho de Lehmbruck seria apresentado a um público internacional.
Em 1908 casou-se com Anita Kaufmann e um ano mais tarde nasceu o seu filho Gustav. Com a ajuda do colecionador de arte Nolden transladou-se em 1910 a Paris, onde se expôs a sua obra. Ali conheceu a Picasso e outros artistas. Expôs em Berlim, Colônia e Munique. Em 1913 nasceu em Paris o seu segundo filho, Manfred Lehmbruck. Em 1913 o seu trabalho começou a ser conhecido nos Estados Unidos, e logo expôs em Nova Iorque, Boston e Chicago.
Um ano mais tarde foi organizada uma grande exposição dedicada exclusivamente à sua obra na galeria Paul Lavesque de Paris.
Em 1914 foi excluído do exército e designado a um hospital militar de Berlim. Durante a Primeira Guerra Mundial continuou desenvolvendo as suas capacidades. Estes anos são considerados a cimeira da sua carreira.

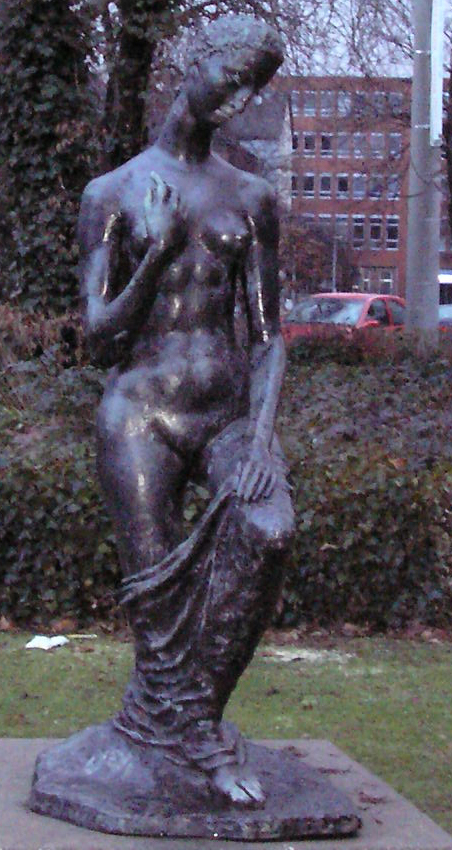
Wilhelm Lehmbruck: Die Kniende, (1911)

Por causa da crueldade da guerra e afundado numa profunda depressão, Lehmbruck escapou em 1916 a Zurique e montou uma oficina. Ao acabar a guerra voltou para Berlim, onde foi eleito para a Akademie der Künste. Em  21 de março de 1919, afetado por uma grave depressão, suicidou-se.
O seu trabalho exibe-se no Lehmbruck-Museum, construído pelo seu filho Manfred Lehmbruck, um famoso arquiteto.

## Obra escultórica

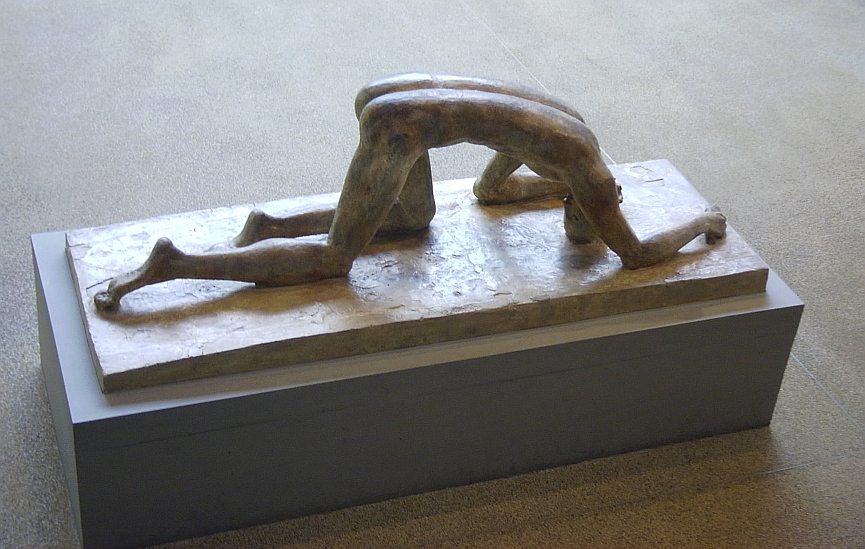
Wilhelm Lehmbruck: Der Gestürzte, 1915/16

A obra escultórica de Lehmbruck gira principalmente em torno do tema do corpo humano e está influenciada tanto pelo naturalismo quanto pelo expressionismo. As suas principais esculturas mostram a agonia e a miséria, e não há nelas traços faciais.